# Albert de Luppé
Pour les articles homonymes, voir Luppé.
Albert de Luppé, né le 13 septembre 1893 à Beaurepaire et mort le 6 août 1970 dans la même ville est un homme de lettres et historien français.

## Publications
- François Buloz et le marquis de la Grange, 1922
- Les jeunes filles dans l'aristocratie et la bourgeoisie à la fin du XVIIIe siècle Paris, Édouard Champion, 1924
- Une jeune fille au XVIIIe siècle. Lettres de Geneviève de Malboissière à Adélaïde Méliand, Paris, Champion, 1925, prix Marcelin Guérin de l’Académie française
- Les jeunes filles à la fin du XVIIIe siècle, Paris, Champion, 1925
- Henry de Montherlant, 1926
- François Mauriac romancier, 1926
- Ceux d'aujourd'hui et ceux de demain, 1928
- Chez Marcel Proust, Abbeville, F. Paillart, 1928
- Les Travaux et les Jours d'Alphonse de Lamartine, Paris, Albin Michel, 1942
- Mérimée, Paris, Albin Michel, 1945
- "In memoriam", Georges Vicaire... 1853-1921, Paris, 1947
- La naissance de Duranty, Paris, L. Giraud-Badin, 1947
- Les Travaux et les Jours d'Alphonse de Lamartine, 1948
- Astolphe de Custine , 1957, prix Broquette-Gonin (philosophie) de l’Académie française en 1958
- Quinze ans avant Gobineau. Une ambassade en Perse en 1839

## Distinctions
- Chevalier de la Légion d'honneur